# Aspères
Aspères (auch: Aspères-en-Languedoc) ist eine französische Gemeinde mit 553 Einwohnern (Stand: 1. Januar 2022) im Département Gard in der Region Okzitanien. Sie gehört zum Arrondissement Nîmes und zum Kanton Calvisson. Die Einwohner werden Aspérois genannt.

## Geografie
Aspères liegt etwa 25 Kilometer westsüdwestlich von Nîmes und etwa 25 Kilometer nordnordöstlich von Montpellier. Umgeben wird Aspères von den Nachbargemeinden Saint-Clément im Norden, Salinelles im Osten, Sommières im Südosten, Campagne im Süden, Garrigues im Westen sowie Carnas im Nordwesten.

## Bevölkerungsentwicklung
| Jahr                       | 1962 | 1968 | 1975 | 1982 | 1990 | 1999 | 2006 | 2020 |
| -------------------------- | ---- | ---- | ---- | ---- | ---- | ---- | ---- | ---- |
| Einwohner                  | 259  | 246  | 231  | 249  | 289  | 347  | 438  | 530  |
| Quellen: Cassini und INSEE |      |      |      |      |      |      |      |      |

## Sehenswürdigkeiten
- Alte Priorei Saint-Pierre
- Protestantische Kirche
- Katholische Kirche Saint-Pierre

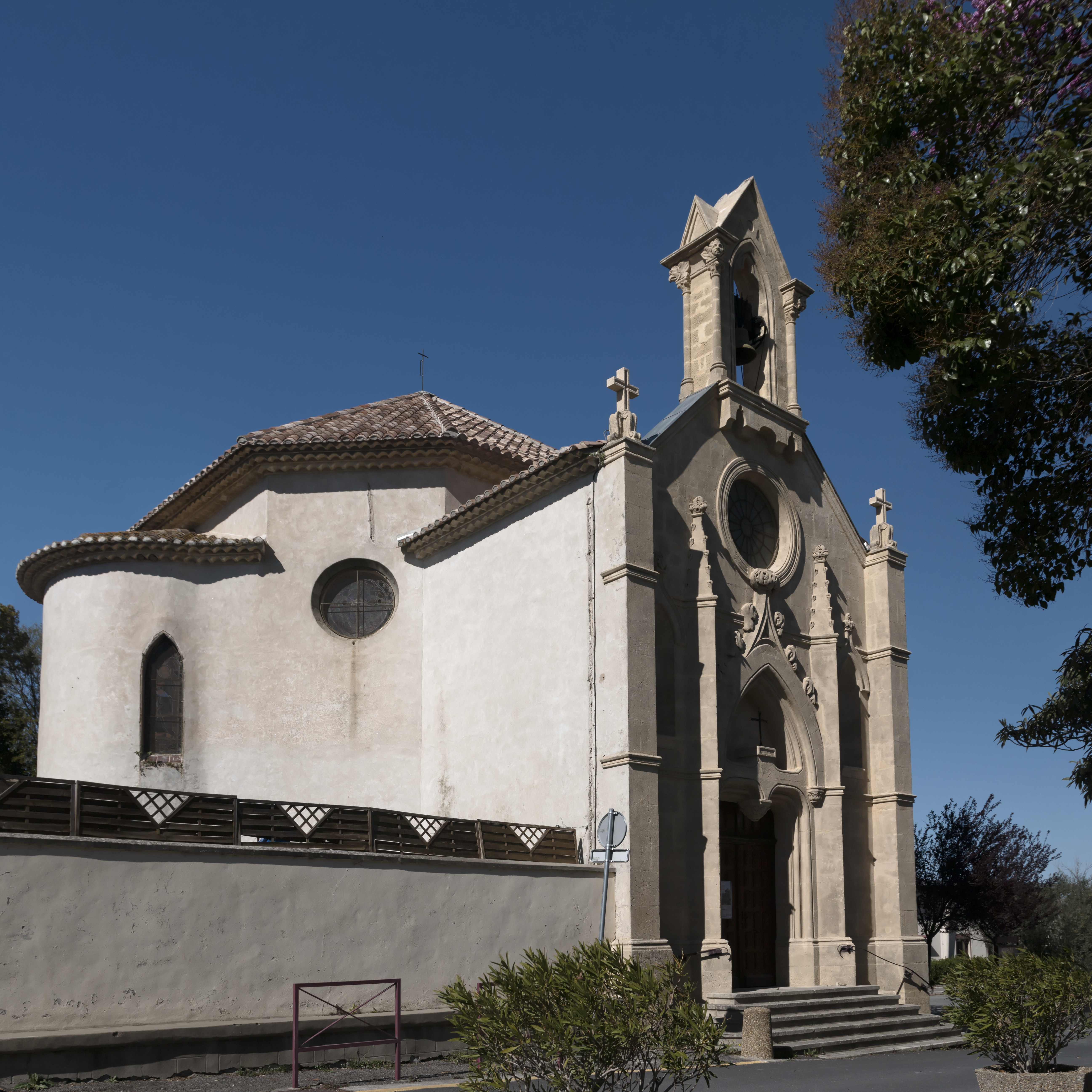
Kirche Saint-Oierre
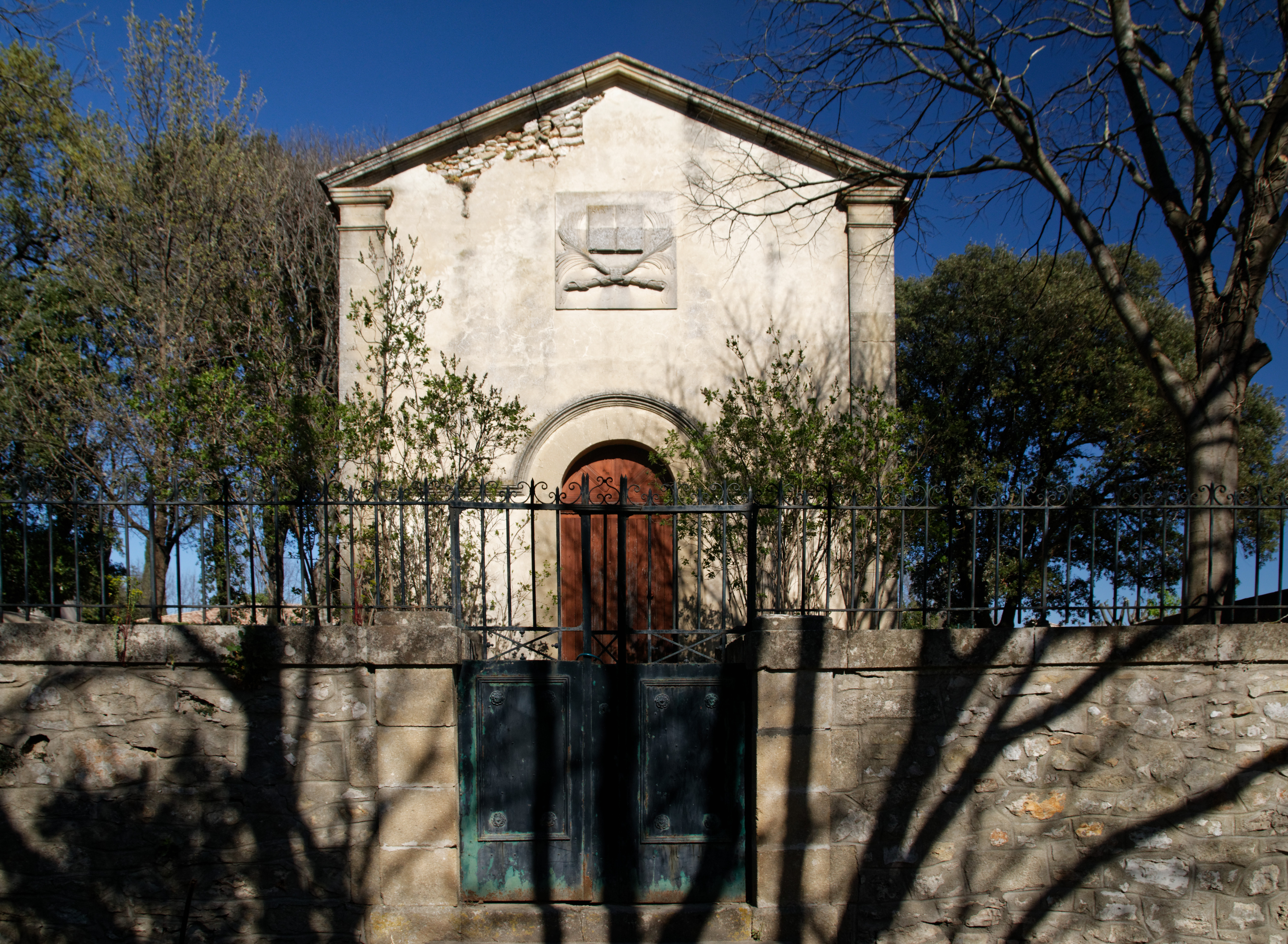
Protestantische Kirche
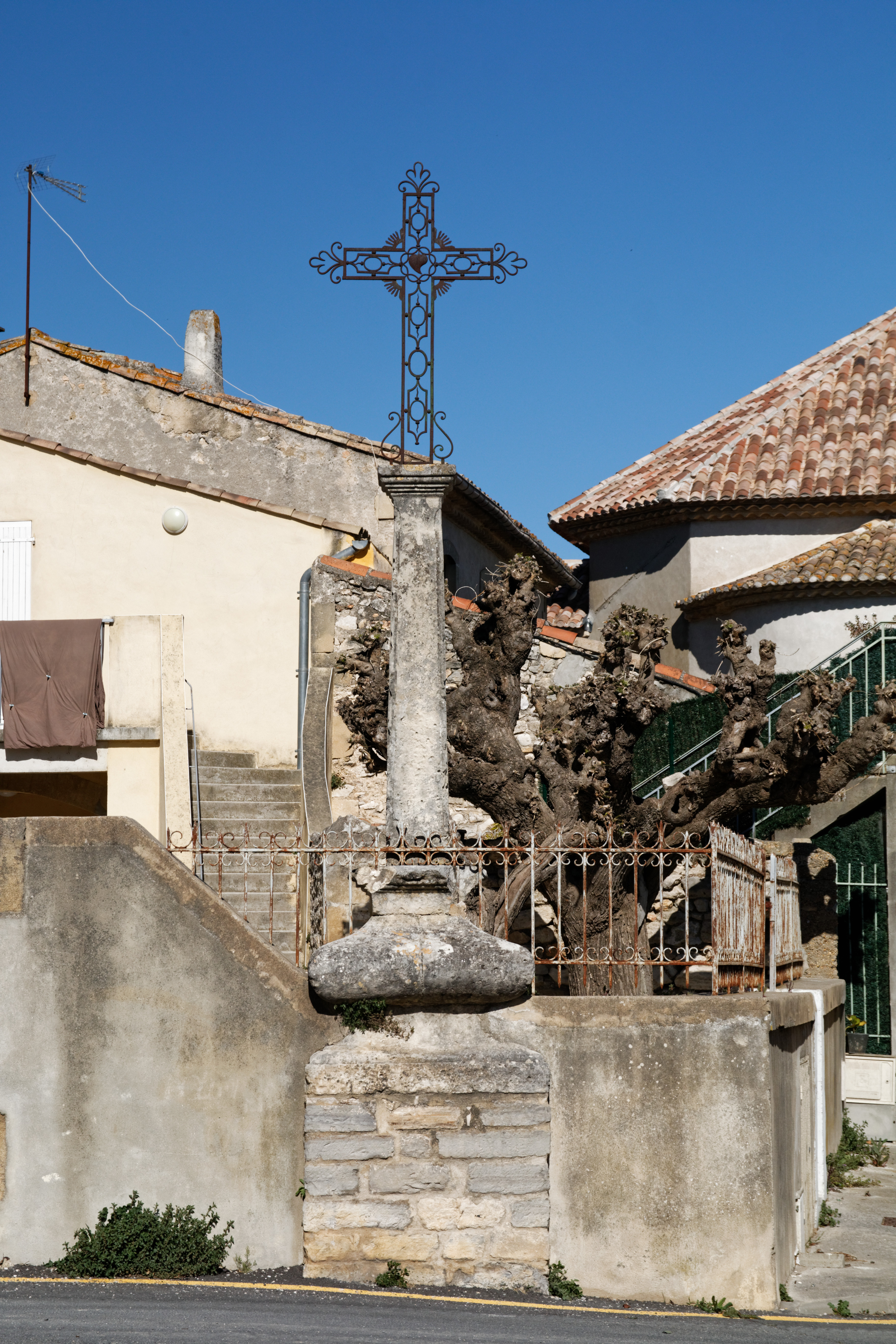
Wegkreuz
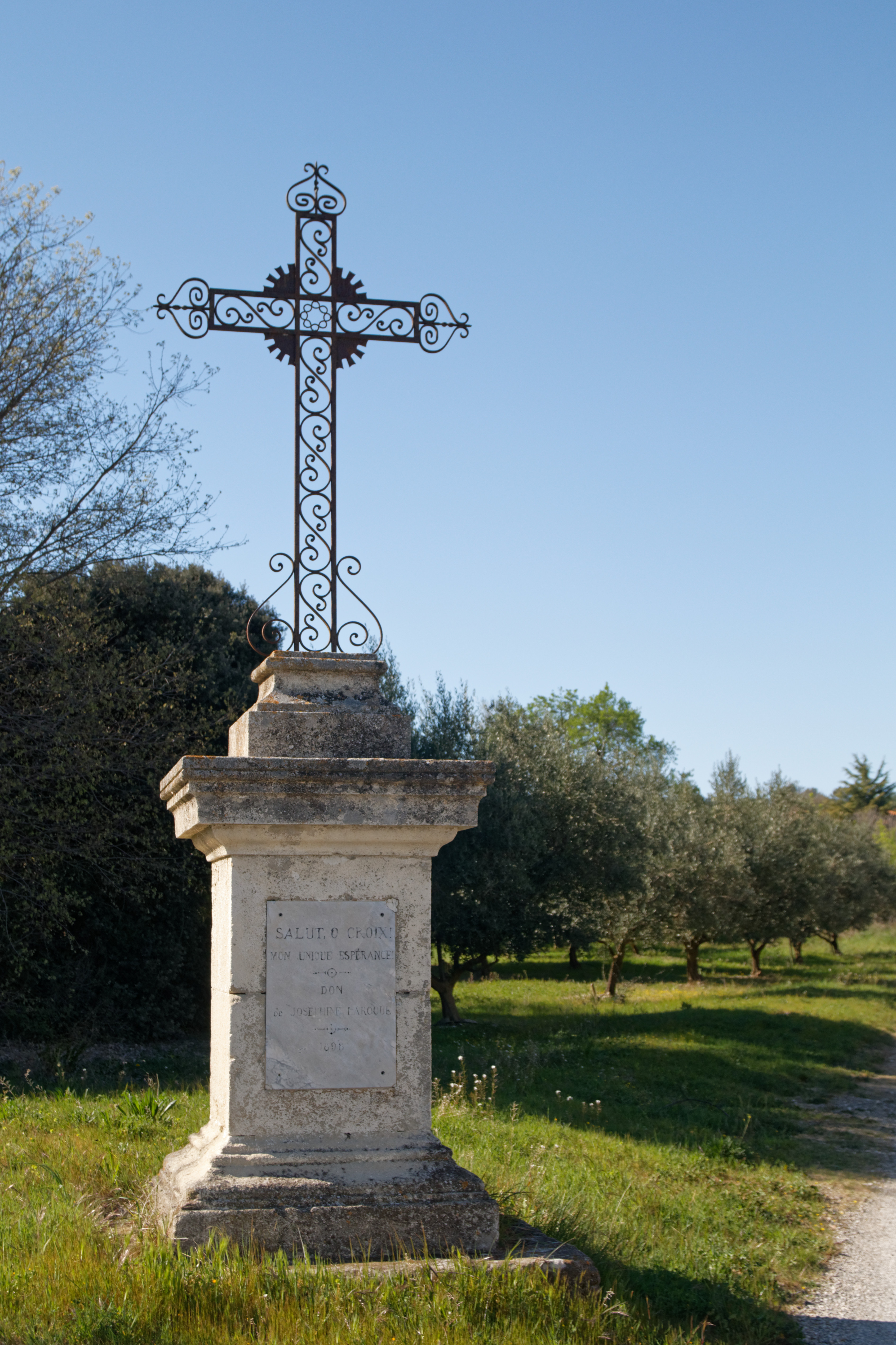
Friedhofskreuz
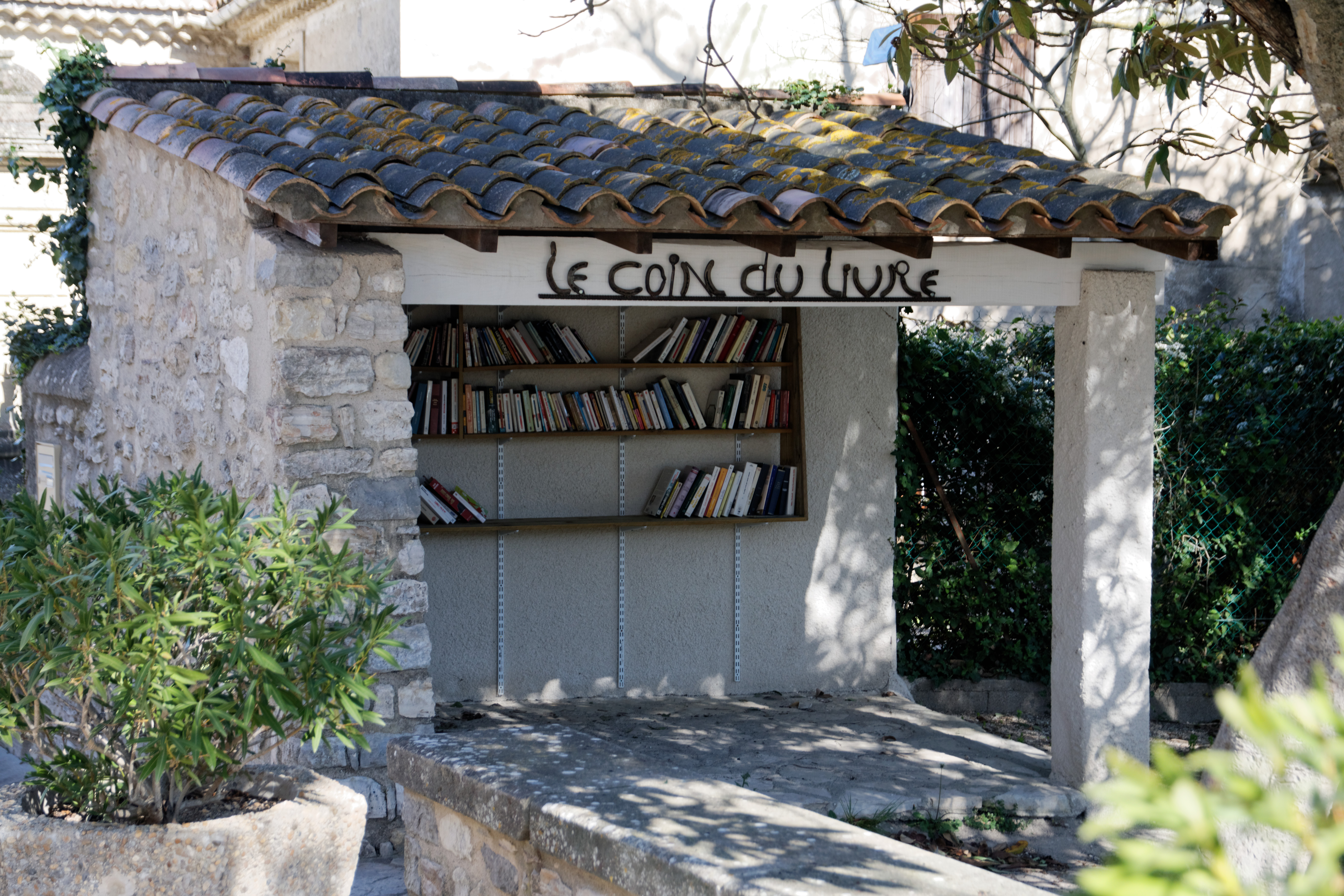
Öffentliches Bücherregal